# Fabricació de circuits integrats

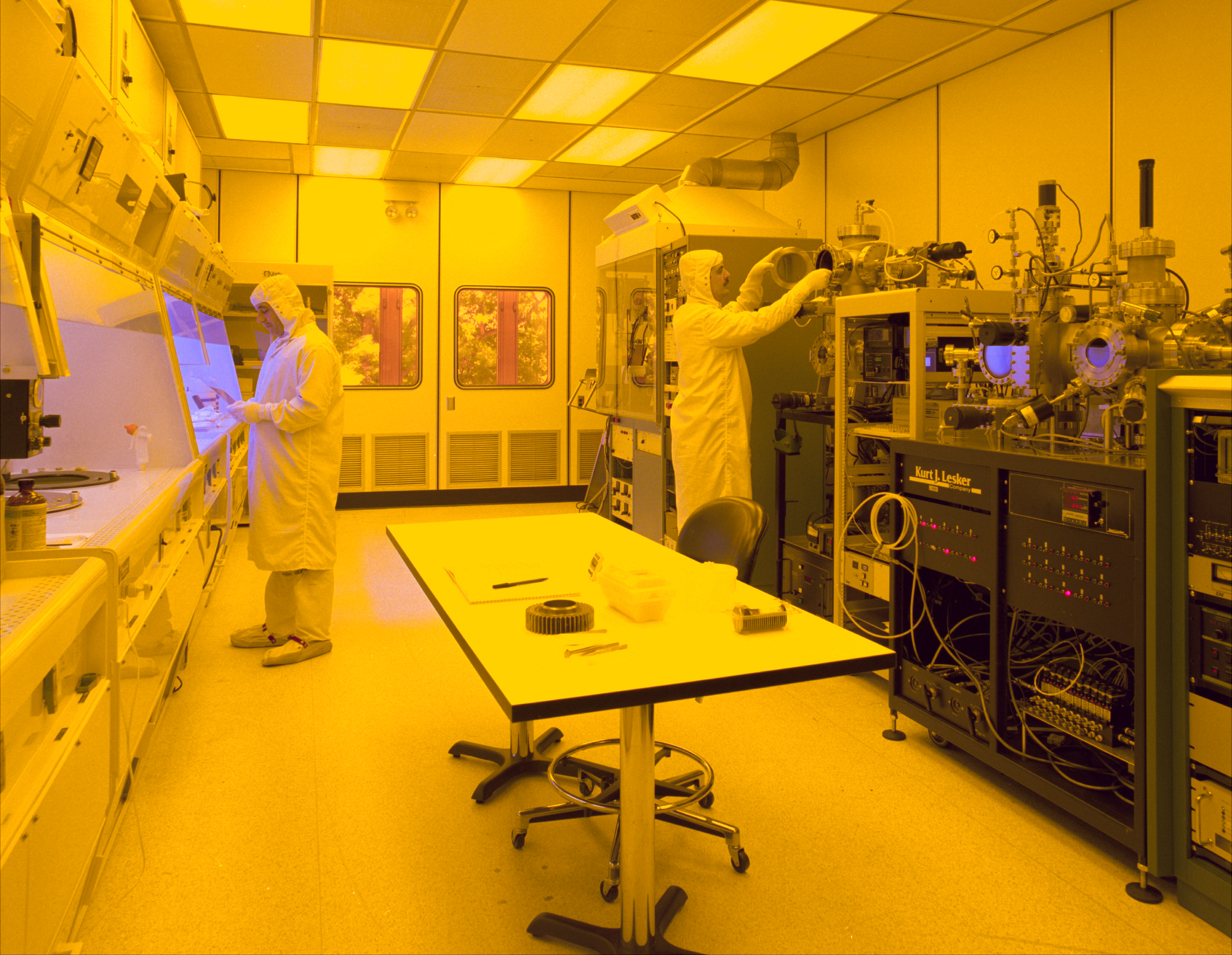
Sala neta de la NASA.

La fabricació de circuits integrats  és un procés complex i en el qual intervenen nombroses etapes. Cada fabricant de circuits integrats té les seves pròpies tècniques que guarden com a secret d'empresa, encara que les tècniques són semblants.
Els dispositius integrats poden ser tant analògics com digitals, encara que tots tenen com a base un material semiconductor, normalment el silici.

## Exemple de fabricació d'un transistor

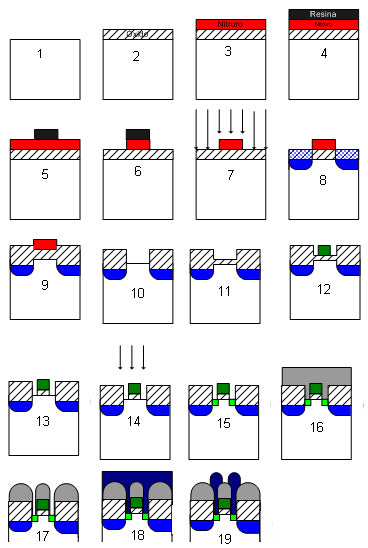
Passos per fabricar un MOS.

En la següent figura es mostra detalladament el procés de fabricació d'un transistor MOS ( MOSFET ). No és l'única forma de fer-ho, però és un procés típic:
1. Es parteix de l'oblia de material semiconductor.
2. Es fa créixer una capa d'òxid (zona ratllada) que servirà com a aïllant.
3. Es diposita un dielèctric com el nitrur (capa vermella) que servirà com a màscara, també es podia fer servir simplement l'òxid anterior com màscara, depèn del gruix i dels processos següents.
4. Es diposita una capa de resina sensible a la radiació (capa negra), típicament a la radiació lluminosa. Es fa incidir la llum per canviar les característiques de la resina en algunes de les parts. Per a això serveixen d'ajuda les màscares fetes abans amb eines CAD.
5. Mitjançant processos d'atacat algunes zones de la resina són eliminades i altres romanen.
6. Es torna a atacar, aquesta vegada el nitrur. Aquest pas es podia haver fet costat a l'anterior.
7. Implantació iònica a través de l'òxid.
8. Es creen les zones que aïllar el dispositiu d'altres que pugui haver a prop (zones blaves).
9. Es creix més òxid, de manera que aquest empeny les zones creades abans cap a l'interior de l'oblia per aconseguir un millor aïllament.
10. Eliminació del nitrur i part de l'òxid.
11. Es fa créixer una fina capa d'òxid d'alta qualitat que servirà d'òxid de porta al transistor.
12. Deposició d'una capa de polisilici (capa verd fosc) mitjançant processos fotolitogràfics anàlegs als vistos en els punts 1 al 5. Aquest polisilici serà el contacte de porta del transistor.
13. Atacat de l'òxid per a crear finestres on es crearan les zones del drenador i sortidor. El polisilici anterior servirà de màscara a l'òxid de porta per no ser eliminat.
14. Implantació iònica amb dopants que serveixen per definir el drenador i el sortidor. El polisilici torna a fer de màscara per protegir la zona del canal.
15. Veiem en verd clar les zones de drenador i sortidor.
16. Es diposita una capa d'aïllant (zona grisa).
17. Mitjançant processos fotolitogràfics com els vistos abans s'ataca part de l'òxid.
18. Es diposita una capa metàl·lica que servirà per connectar el dispositiu a altres.
19. Es ataca de la forma i coneguda el metall (capa blau fosc) per deixar únicament els contactes. El contacte de porta no es mostra a la figura perquè és posterior al pla que es mostra.

Quan es dissenyen els transistors es fa el joc de màscares de les metal·litzacions que és la forma de connectar els transistors per a formar estructures més complicades, com portes lògiques.
En la següent figura es pot veure el joc de màscares d'una Porta OR de dues entrades. El disseny és CMOS.
- Les línies blaves ratllades són metal·litzacions
- Les línies vermelles és polisilici
- Les zones groc i verd amb punts són zones P+i N+respectivament
- Les línies blaves sense farcit delimiten zones N

Al costat de cada transistor s'especifiquen les dimensions del seu canal. El disseny compleix les regles CN20.
| Layout d'una Porta OR amb el programa LASIE |

L'última fase en la fabricació és encapsulat en el xip i soldar els pins.

## Processos que poden intervenir en la fabricació de circuits integrats
- Creixement epitaxial
- Oxidació en semiconductors
- Implantació iònica
- Difusió en estat sòlid
- Deposició en semiconductors
- Litografia